# Вика горошкова
Вика горошкова, горошок чиноподібний (Vicia lathyroides) — вид рослин родини бобові (Fabaceae), поширений у Північній Африці, західній Азії та Європі, у тому числі Україні.

## Опис
Однорічна невитка трав'яниста рослина 10–20 см завдовжки. Листочки на верхніх листках лінійно-ланцетні, 8–15 мм завдовжки і 2–З мм завширшки, на нижніх листках яйцеподібні, 3–5 мм шириною; прилистки дрібні, 3–5 мм шириною і 7–8 мм довжиною; насіння до 2 мм в діаметрі.

## Поширення
Поширений у Європі (уся крім Ісландії), Азії (Кіпр, Іран, Ірак, Ізраїль, Йорданія, Ліван, Сирія, Туреччина, Вірменія, Азербайджан, Грузія) та Північній Африці (Алжир, Марокко); натуралізований у деяких інших частинах світу.
В Україні зростає на сухих відкритих схилах, в кустарів і ялівцевих лісах — в Степу й гірському Криму.

## Галерея

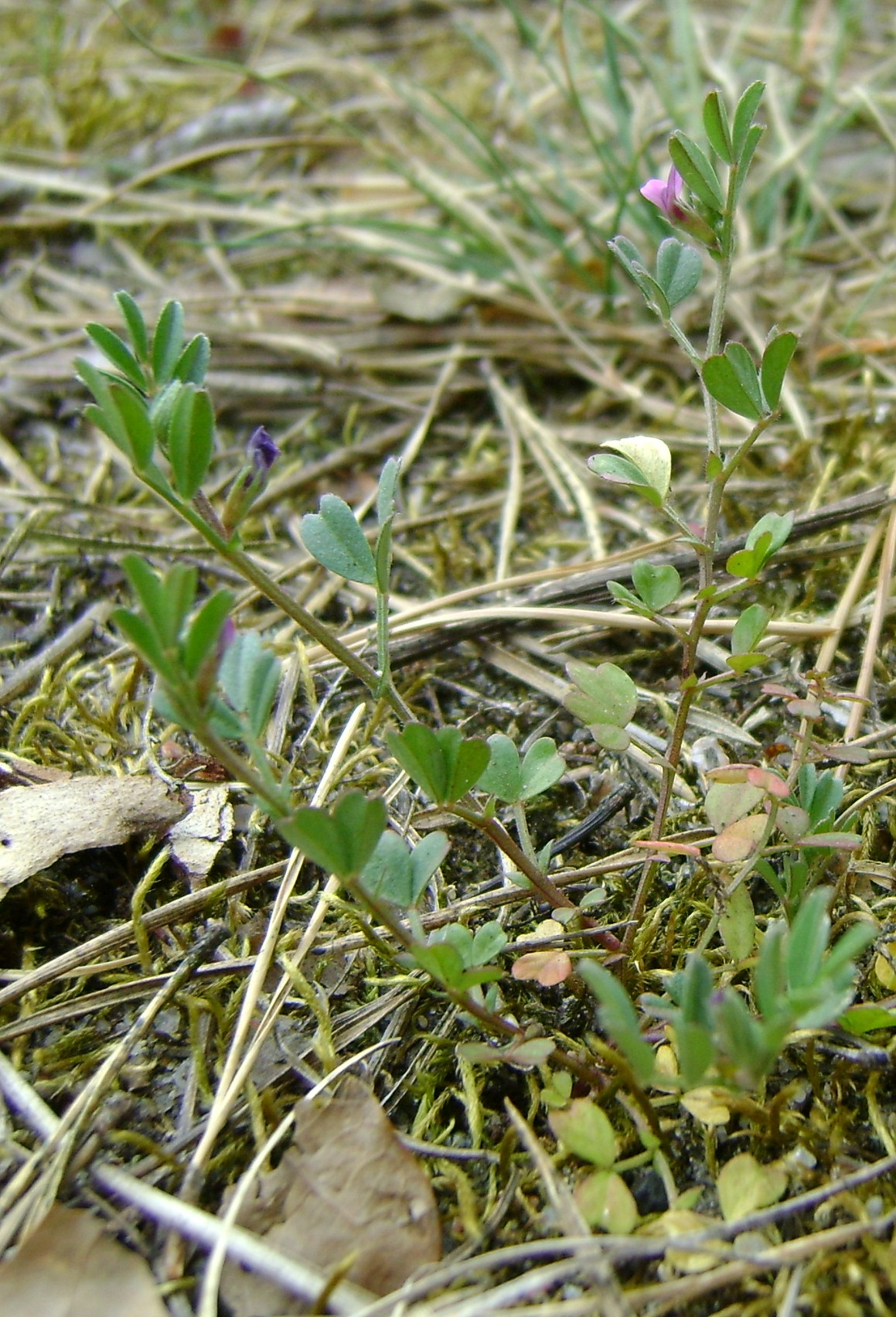
загальний вигляд
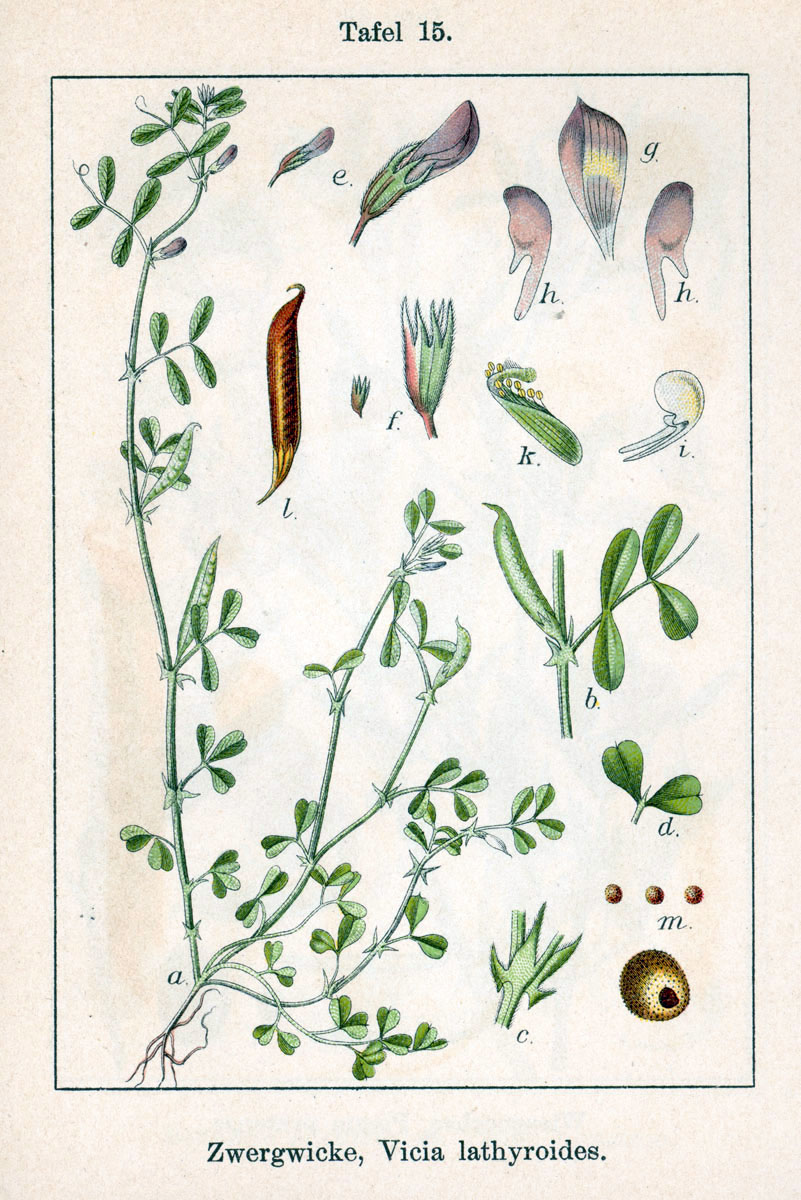
ілюстрація